# Anacroneuria atrifrons
Anacroneuria atrifrons és una espècie d'insecte plecòpter pertanyent a la família dels pèrlids que es troba a l'oest de Sud-amèrica.